# 44. medicinska brigada (ZDA)
44. medicinska brigada (izvirno angleško 44th Medical Brigade) je bila medicinska brigada Kopenske vojske Združenih držav Amerike.

## Odlikovanja
- Meritorious Unit Commendation